# Agonès
Agonès település Franciaországban, Hérault megyében. Lakosainak száma 312 fő (2022. január 1.). Agonès Brissac, Cazilhac, Laroque és Saint-Bauzille-de-Putois községekkel határos.

## Népesség
A település népességének változása:
| Lakosok száma | 68   | 99   | 131  | 221  | 247  | 259  | 265  | 285  | 295  | 312  |
|               | 1968 | 1982 | 1990 | 2006 | 2013 | 2015 | 2017 | 2019 | 2020 | 2022 |